# Eilema flexistriata
Eilema flexistriata är en fjärilsart som beskrevs av Butler 1882. Eilema flexistriata ingår i släktet Eilema och familjen björnspinnare. Inga underarter finns listade i Catalogue of Life.